# چاموی
چاموی (به لاتین: Chamoi) یک منطقهٔ مسکونی در گامبیا است که در Upper River Division واقع شده‌است. چاموی ۱۹۷ نفر جمعیت دارد.